# Desideria D'Caro
Dessideria D'Caro (Caracas, 18 de marzo de 1973) es una actriz y modelo venezolana.
Desde el 2014 vive en Miami, dedicada a actividades relacionadas a su trabajo como entrevistadora en Miami News 24.
Nació en Caracas donde se graduó en Licenciatura en Relaciones Industriales en la Universidad Católica. Con apenas 13 años,comenzó a realizar campañas publicitarias de moda que la llevaron hasta la pantalla grande.
Al cumplir los 19 años participó en el Miss Venezuela de 1992, y fue escogida por la organización para participar en el certamen Miss Italy in the World donde resultó ganadora.
Actualmente, he tomado un nuevo desafió en mi carrera poniendo al frente de la sección de espectáculos del medio digital Miami News 24.
Está casada con Tulio Capriles Mendoza y tiene dos hijos: Tulio y David.

## Biografía
Al cumplir los 19 años decide ingresar en el mundo artístico, participando en el Miss Venezuela de 1992. Fue escogida por la organización para participar en el certamen Miss Italy in the World donde resultó ganadora, a partir de allí debutó como actriz en la novela Luisa Fernanda. En 1998 ingresa a RCTV, canal en el cual trabajó durante 5 años. También trabajó en Venevisión durante 3 años, después se radicó en Italia por ocho meses, en 2012 volvió a Venezuela y en 2014 se radicó en Miami. Está casada con el reconocido empresario Tulio Capriles Mendoza de Maracay y tiene dos hijos: Tulio (2009) y David (2011). En el 2014 se mudó a Miami, Fl y abrió un exclusivo restaurante y club en la ciudad del Doral cercano al Trump Hotel. En julio del 2015, Dessideria abre Capri Club Restaurant & Theater Bar, un sitio bautizado como "el lugar de las estrellas" por la gran cantidad de artistas que lo frecuenta. Además de contar con un menú realizado por el Celebrity Chef Alfredo Álvarez, y la decoración estilo cabaret francés, este sitio cuenta con un escenario por donde han pasado desde Elvis Crespo, Chino y Nacho, Ilan Chester, Proyecto Uno hasta el teatro de Luis Fernández, y estrellas de la talla de Ninel Conde, Elizabeth Gutiérrez y Gaby Espino han pisado sus tablas..

## Filmografía
| Telenovela | Telenovela                          | Telenovela                 | Telenovela           | Telenovela |
| Año        | Título                              | Papel                      | Cadena               |            |
| ---------- | ----------------------------------- | -------------------------- | -------------------- | ---------- |
| 2019       | Pausa de amor                       | Antonia Madrigal           | Televen              |            |
| 2008       | Torrente, un torbellino de pasiones | Claudia Montero            | Venevisión           |            |
| 2007       | Aunque mal paguen                   | María Fernanda             | Venevisión           |            |
| 2006       | Amor sin condiciones (telenovela)   | Vilma Altamirano Santana   | TV Azteca            |            |
| 2004       | Ángel rebelde                       | Patricia Villaverde Lezama | Venevisión Univision |            |
| 2003       | Engañada                            | Isadora Valderrama Rengifo | Venevisión           |            |
| 2000-2001  | Viva la Pepa                        | Fedora de Graziani         | RCTV                 |            |
| 2000       | Mariú                               | Ámbar Sanayo               | RCTV                 |            |
| 1999       | Luisa Fernanda                      | Alejandra                  | RCTV                 |            |
| 1998       | Reina de corazones                  | María Gracia               | RCTV                 |            |

- Datos: Q19973771